# Bobby (Bobby Brown-album)
A Bobby című album Bobby Brown amerikai R&B előadó 1992-ben megjelent 3. stúdióalbuma, mely az MCA lemezkiadónál jelent meg.
Az album sikerességét a jól összeválogatott produceri gárda garantálja úgy, mint a Don't Be Cruel albumnál is.
Az albumon olyan producerek és dalszerzők dolgoztak, mint Babyface, L.A. Reid, Daryl Simmons, illetve Brown a new jack swing stílus úttörőjének számító Tedd Riley-vel is dolgozott. Ő írta a legtöbb dalt az albumra. Brown aktívan részt vett a munkálatokban is.

## Helyezések
Az album a Billboard 200-as lista 2. helyéig jutott,és két Top 10-es dal is született, mely a Billboard Hot 100-as listáján volt. A Humpin' Around a 3., míg a Good Enough a 7 helyen végzett. Az album a Billboard R&B listáján 1. helyen végzett, és Ausztráliában is 2. helyezett volt.
Az albumon szintén hallható a Something In Common' című dal, melyet feleségével Whitney Houstonnal közösen éneke.
Az album vegyes kritikákat kapott, és megkapta a 2. Grammy díjat, mint a legjobb férfi R&B énekes, valamint a Humpin' Around is Grammy díjas helyezett lett.
Az Egyesült Államokban 2-szeres platina státuszt kapott, a több mint 2 millió eladott lemez után.

## Megjelenések
2LP  MCA 10695 

CD  MCLD 19300
1. Humpin' Around (Prelude) - 0:10
2. Humpin' Around Vocals – Stylz - 6:18
3. Two Can Play That Game - 4:59
4. Get Away - 5:10
5. Til The End Of Time Co-producer – Demetrius Shipp - 5:20
6. Good Enough - 5:01
7. Pretty Little Girl Featuring – Ricky Bell - 5:09
8. Lovin' You Down Co-producer – Thomas Taliaferro - 5:50
9. One More Night - 6:28
10. Something In Common' Duet with – Whitney Houston - 4:59
11. That's The Way Love Is Co-producer – Demetrius Shipp - 4:50
12. College Girl Producer – Bobby Brown, Derek Allen - 6:05
13. Storm Away 6:05
14. I'm Your Friend Producer – BeBe Winans, Vocals – Debra Winans - 5:03

## Hangminták
Az albumhoz az alábbi hangmintákat használták fel:
- Humpin' Around a refrén a Dancing Days című dalból való, melyet Jimmy Page és Robert Plant írt,előóadó Led Zeppelin,[5] valamint a Rock Steady című dalból is található benne sampler, melyet Aretha Franklin írt.[6]
- A Two Can Play That Game című dalhoz A Sing a Simple Song című dalból használtak fel részleteket, melyet Sylvester Stewart írt, és a Sly & The Family Stone az előadó.[7]
- A Get Away című dal szintén tartalmaz kórus mintát, melyet George Clinton írt, a Funkadelic az előadó. Címe: Not Just Knee Deep[8]
- A Something In Common' című dal Gene Griffin és William Aquart szerzeménye, címe I Want To Be With You. Előadó Zan.[9]
- Az One More Night című dal mintáját Roger Ball, Malcolm Duncan, Steven Ferrone, Alan Gorrie, Owen McIntyre és Hamish Stuart írta. Előadó Average White Band. Az eredeti dal címe: Scool Boy Crush[10]
- A That's The Way Love Is című dal hangmintája a KC & The Sunshine Band egyik dalából az I Get Lifted-ből származik.[11]

## Slágerlisták, helyezések
| Slágerlista (1992)                | Legmagasabb helyezés |
| --------------------------------- | -------------------- |
| U.S. Billboard 200                | 2                    |
| U.S. Billboard R&B/Hip-Hop Albums | 1                    |
| Australian ARIA Albums Chart      | 2                    |
| UK Albums Chart                   | 11                   |

## Díjak, eladási index
| Ország               | Tanúsítvány | Eladási adatok |
| -------------------- | ----------- | -------------- |
| United States (RIAA) | 2× Platina  | 2,000,000      |

## Közreműködő előadók
- Billentyűzet: Teddy Riley, LA Reid, Babyface, Big Dave Repace, Huston Singletary, Dennis Austin, Cedric Caldwell, Robbie Buchanan
- Dob programozás: Teddy Riley, LA Reid, Babyface, Big Dave Repace, Huston Singletary, Dennis Austin, Donald Parks
- Dobok: Derek "DOA" Allen, Ricky Lawson
- Szaxofon: Daniel Lemelle
- Bass: Nathan East
- Gitár: Paul Jackson, Jr.
- Vokál: Bobby Brown, Teddy Riley, Chauncey Hannibal , Levi Kis , Joseph Stonestreet , Marsha McClurkin , Mary Brown , Bernard Belle, Omar Chandler, Babyface, Emanuel tiszt, Debra Killings, Ricky Bell , Daryl Simmons, Chante Moore , Derek "DOA "Allen, Big Dave Repace, Robert Gonzales, Trina Broussard , Dennis Austin, Sophia Bender, BeBe Winans, Cece Winans , Angie Winans, Debra Winans
- Hangmérnök: Jean-Marie Horvat, Barney Perkins, Jim Zumpano, John Rogers, Neal H. Pogue, George Pappas Phil Tan , Billy Whittington, Jeff Balding, Ronnie Brookshire, Mike Poole, Mike McCarthy, Rick
- Keverés: Dave Way , Thom Russo, Teddy Riley, Jean-Marie Horvat, Barney Perkins, Dave Aron, Milton Chan, Keith "KC" Cohen, Kimm James, Tony "TK" Kidd, Bobby Brown, Derek "DOA" Allen, Neal H. Pogue
- Mastering: Bernie Grundman
- Executive Producer: Louil Silas, Jr., Bobby Brown, Tommy Brown
- Fényképezte : Albert Watson , Todd Gray
- Design: John Coulter